# Liste des lacs au Gabon
La Liste des lacs au Gabon donne une liste non exhaustive des lacs du Gabon.

## Liste des lacs
Le Gabon abrite de nombreux lacs de basse altitude,,.
Les Lagunes Iguéla, Nkomi, Ndogo ne sont pas listées parmi les lacs,,.